# Volkswagen Typ 4
O Volkswagen Typ 4 é um automóvel médio com versões sedan (de 2 ou 4 portas) e station wagon (de 3 portas), produzido pela Volkswagen da Alemanha. Foi apresentado no Paris Motor Show de outubro de 1968, e saiu de linha em 1974 em favor do Volkswagen Passat.
O Typ 4 era maior do que o Typ 3, e possuía um motor mais poderoso (1.7 - 1.8 litros, contra o 1.5 - 1.6 do Typ 3). O Typ 3 e o Type 4 foram os últimos modelos com refrigeração a ar da Volkswagen européia, além da versão local da Kombi (Type 2 Vanagon), que iria até 1983 (com uma versão atualizada do motor à injeção do Typ 4). Esta linha deu lugar aos imensamente bem-sucedidos Volkswagen Golf e Volkswagen Passat.

## Características

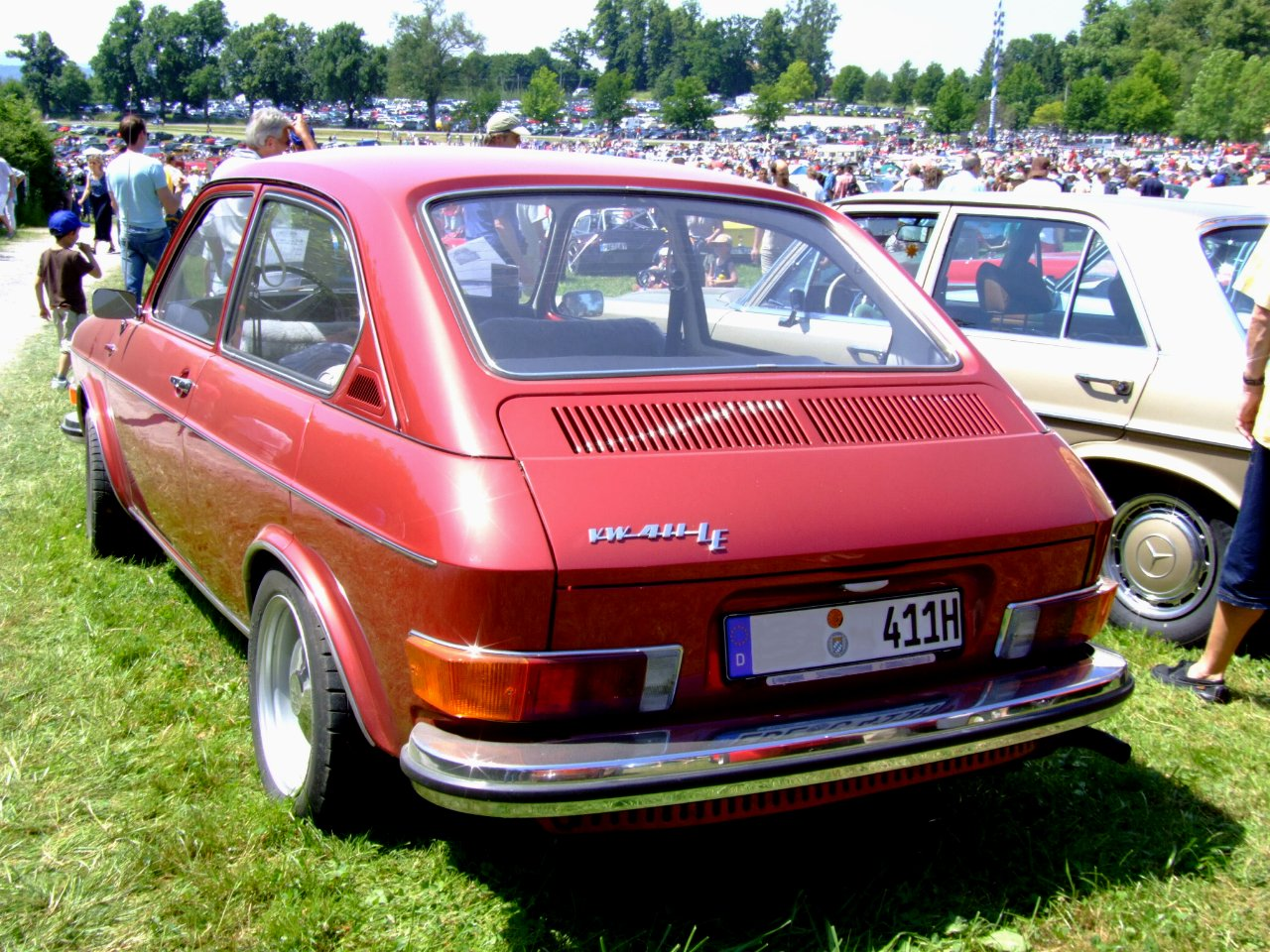
Volkswagen 411 LE 1971.

O Typ 4 foi pioneiro em muitas coisas na linha VW. Dentre elas: carroceria monobloco, suspensão MacPherson, suspensão traseira com molas, embreagem (embraiagem) hidráulica (modelos com câmbio manual), além da transmissão transeixo totalmente automática que estreara no Typ 3 de 1969 (carros anteriores utilizavam uma embreagem operada à vácuo, porém as marchas ainda precisavam ser tocadas manualmente). O Typ 4 foi também o primeiro Volkswagen de 4 portas, e o primeiro Volkswagen a não mais ter pedais de acionamento do freio e embreagem fixados no assoalho. Ao invés disto, os pedais eram suspensos, como em veículos mais atuais. A suspensão MacPherson foi posteriormente empregada no Fusca 1302/1303.
O interior do veículo possuía acabamento de alta qualidade, e os bancos dianteiros eram considerados bons e muito confortáveis, assim como a boa posição de dirigir, favorecida pela ampla visibilidade à frente e às laterais.
A bateria do Typ 4 ficava sob o banco do motorista. Na parte traseira, montado acima do conjunto da transmissão, ficava um aquecedor operado à gasolina, operado por um botão acessível através de um painel oculto localizado sob a janela traseira.

## Modelos

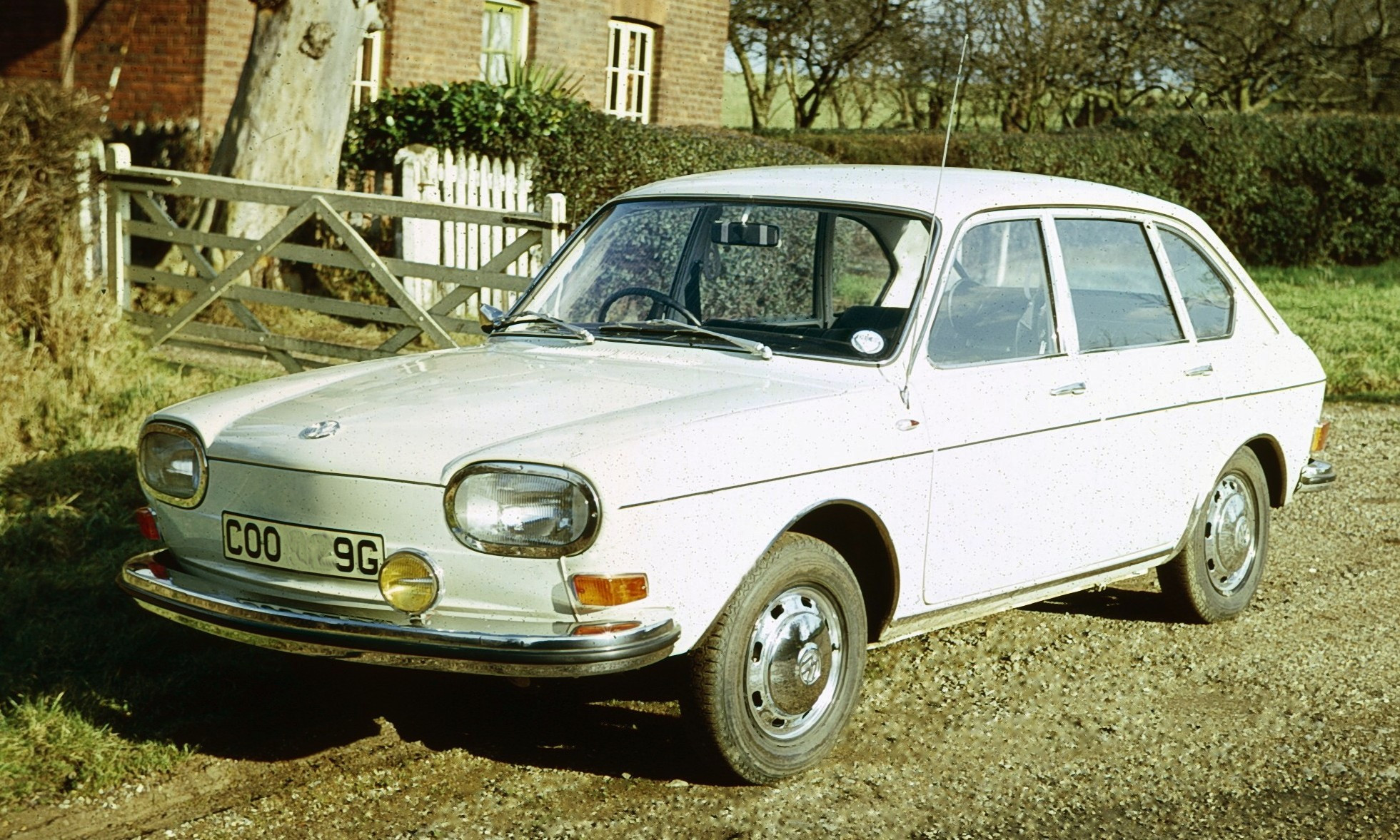
411 1968 4 portas. Modelos 1968, sem injeção eletrônica, são reconhecíveis por sua peculiar cobertura inteiriça de faróis.

O Typ 4 era vendido como Volkswagen 411, fabricado de 1968 a 1972, e como 412 (uma versão atualizada) de 1972 até 1974. Ambas as linhas incluíam um sedan fastback e uma station wagon (Variant). Em seu lançamento o carro contava com um motor 1679cc de carburação dupla, que em 1969 seria trocado por um sistema de injeção eletrônica, aumentando a potência declarada de 68cv até 80 cv, tornando-o um dos primeiros modelos equipados com tal tecnologia (junto com o Typ 3, que contava com esta tecnologia desde 1968). A injeção eletrônica era indicada pela letra E (de Einspritzung) no nome do modelo: o motor do 411E, de 80 cv, era o mesmo do Porsche 914, também de 1969. A mudança visual mais óbvia em 1969 foi a substituição dos faróis em peça única por unidades duplas.

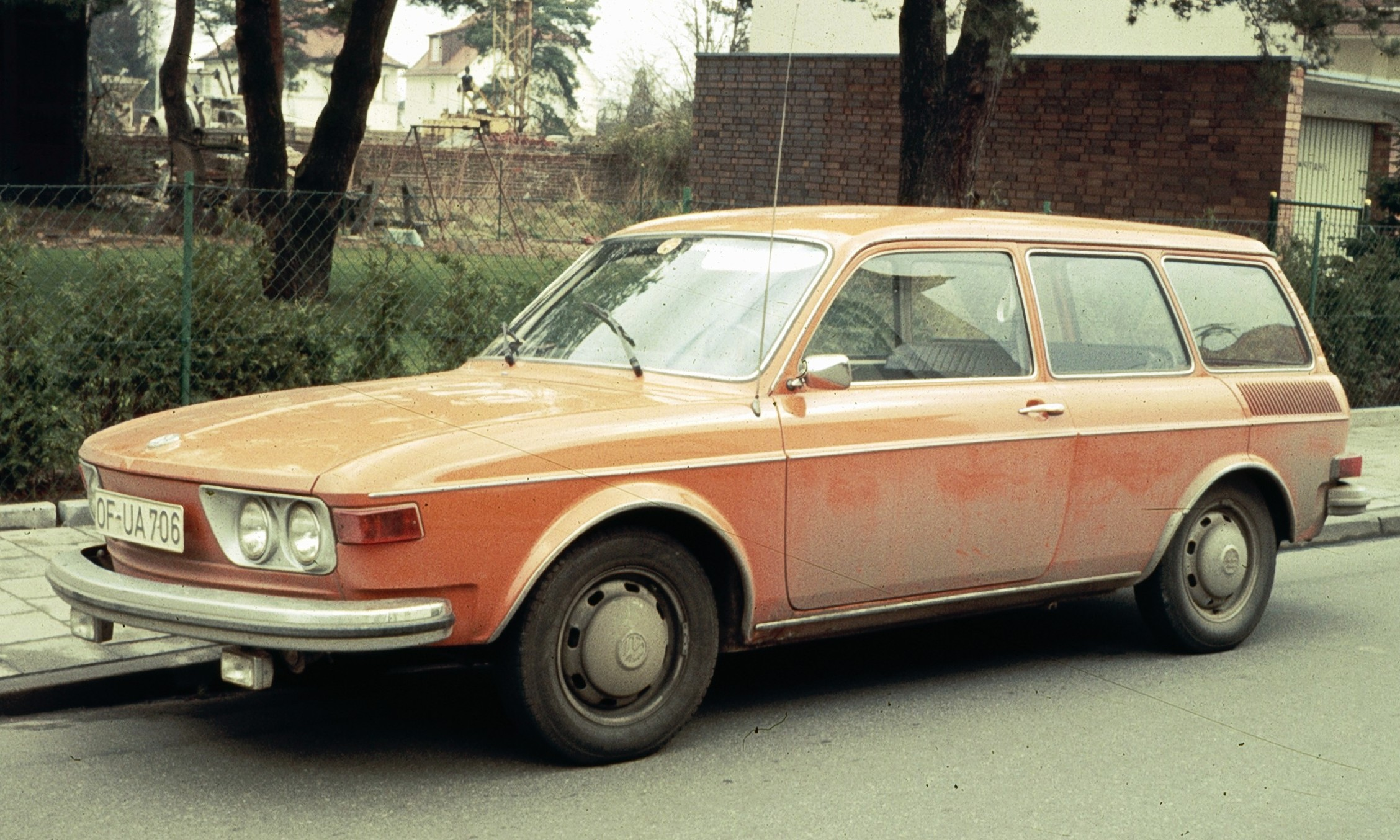
1974 Volkswagen 412 variant.

Por volta do final de 1973 foi lançado o Volkswagen 412, com um motor ligeiramente maior, de 1795 cc. O sistema de injeção voltou a ser carburado. A frente foi redesenhada, ficando semelhante à da linha VW brasileira.
O desenho do 412 Variant acabou por influenciar o Volkswagen Brasília.

## Vendas e marketing
Mesmo após cinco anos de fracas vendas domésticas, a Volkswagen não se movimentou para melhorar o preço do carro, dando a entender que ele era de produção cara. Em fevereiro de 1974 o carro custava DM 10.995 no mercado doméstico (DM 11.145 no caso do 412 LS). O fiel da balança no setor provavelmente era o Opel Rekord (semelhante ao Opala brasileiro), que com motor 1700cc era vendido por DM 10.823 - pouco acima do Ford Consul 1700 de DM 10.740. O governo da Alemanha Ocidental estava buscando estabilidade da moeda, e do outro lado do Rio Reno, na frança, o Peugeot 504 L de 1800cc era oferecido a ameaçadores DM 10.195. Infelizmente, entretanto, mesmo em seu país de origem, o veredito do mercado pareceu não concordava com a evidente crença da Volkswagen de que o carro valia seu preço baseado em seu pedigree Volkswagen.
Durante um período de seis anos de produção, apenas 367.728 Typ 4 foram produzidos. Um resultado melhor do que os 210.082 conseguidos pelo contemporâneo Volkswagen K 70 (que na prática teve quatro anos de mercado). Mesmo assim, as vendas do Typ 4 devem ter desapontado quando comparadas ao volume alcançado pelo Fusca e linha TL. A liderança doméstica do Opel Rekord, com produção de cerca de 300.000 por ano, não era ameaçada pelo Volkswagen's 411/412 no setor de sedans familiares.
Nos EUA, onde o Typ 4 esteve no mercado por quatro anos, o carro era considerado sem potência. O Typ 4 foi na verdade um desastre de vendas nos EUA, vendendo apenas 117.110 unidades num período de quatro anos.

## Recepção
Na gíria alemã da época, o 411 era chamado de "Nasenbär" ("quati"), ou em um jargão mais técnico, "Vier Türen elf Jahre zu spät" ("quatro portas que vieram onze anos tarde demais") por ser o primeiro sedan Volkswagen com quatro portas[carece de fontes?], enquanto o Opel Rekord tenha sido oferecido desde 1959 (seus equivalentes Vauxhall sempre foram exclusivamente quatro portas); além disso a Auto Union oferecia desde 1957 uma versão de quatro portas do Auto Union 1000.

## Motor
Embora o Typ 4 tenha saído de linha em 1974 quando as vendas afundaram, seu motor continuou a equipar as Kombis produzidas de 1972 até 1979: Modificado, equiparia a Vanagon, sucessora da Kombi, de 1980 até meados de 1983. O motor que o substituiria neste ano manteria sua estrutura, mas tendo pistões e camisas refrigerados à água. O Wasserboxer, nome dado pela Volks ao motor boxer refrigerado à água, não gozou da reputação de robustez do projeto original, principalmente devido a problemas de vedação nos cilindros causados por corrosão, fruto geralmente de falha no acompanhamento de revisões. A Volks parou de produzir o motor em 1992, com o lançamento da Eurovan.